# Грейліх Євген Євгенович
Євген Євгенович Гре́йліх (21 квітня 1907, Москва — 22 лютого 1998, Донецьк) — український художник; член Спілки радянських художників України з 1945 року. Брат художника Ігоря Грейліха.

## Біографія
Народився 8 [21] квітня 1907 року в місті Москві (нині Росія). 1923 року закінчив Маріупольську художню школу. У 1924—1925 роках працював помічником декоратора оперного театру у Таганрозі. З 1927 року у Сталіно: очолював ізостудію при клубі машинобудівного заводу; у 1932 році створював ескізи костюмів та декорації до вистав театру робітничої молоді; займався на робітничому факультеті Київського художнього інституту, який закінчив у 1933 році. Протягом 1938—1940 років навчався на курсах підвищення кваліфікації Московського художнього інституту, був учнем Аристарха Лентулова, Лева Крамаренка.
Під час німецько-радянської війни із зруйнованого Сталінського музею образотворчого мистецтва врятував 11 мистецьких творів. Протягом 1948—1958 років обіймав посаду уповноваженого Художнього фонду УРСР у Сталінській області; 1958—1960 роках — відповідального секретаря міського відділу Спілки радянських художників України; у 1960—1964 роках — голови ревізійної комісії. Мешкав у Донецьку в будинку на вулиці Цвєтній, № 6, квартира № 1. Помер у Донецьку 22 лютого 1998 року.

## Творчість
Працював у галузях станкового (створював портрети, тематичні картини, натюрморти) і монументального живопису, театрально-декораційного мистецтва. Серед робіт:
живопис
- «Балерина у блакитному» (1941);
- «Стоматолог А. Сироватська» (1945);
- «Письменник Ілля Гонімов» (1947);
- «Дружина» (1947);
- «Місто в степу» (1947);
- «Донька» (1948);
- «Ігор Грейліх (Моряк)» (1949)
- «Герой Соціалістичної Праці шахтаря Є. С. Жуков» (1949);
- «Донецький пейзаж» (1955);
- «Йшли комсомольці…» (1957);
- «Володимир Ленін серед селян у Шушенському» (1962);
- «Портрет дівчини» (1963);
- «Володимир Ленін у Смольному» (1966);
- «На допомогу Горлівці» (1967);
- «Полита вулиця» (темпера, 1967);
- «Комсомольці 20-х років» (1968);
- «Натюрморт із виноградом» (1973);
- «На узліссі» (1979);
- «Бузок» (1980);
- «Піони» (1982);
- «У Седневі» (1982);
- «Похолодало» (1982);
- «Осіннє сонечко» (1986);
- «Півники» (1989);

серії
- «Біла акація» (1964—1966);
- «Новий Донецьк» (1969—1970).

монументальні роботи
- розписи у Палацах піонерів у Сталіно та Маріуполі (1935—1936, разом з Левом Крамаренком; не збереглися);
- виконання фриза і плафона Білоруського павільйону Всесоюзної сільськогосподарської виставки у Москві (1938—1939);
- розпис «Кімнати казок» Донецького Палацу піонерів (1951);

Брав участь у республіканських виставках з 1948 року.